# تارزان: ماشین شگفت‌انگیز
تارزان: ماشین شگفت‌انگیز (به انگلیسی: Taarzan: The Wonder Car) فیلمی محصول سال ۲۰۰۴ و به کارگردانی عباس-موستان است. در این فیلم بازیگرانی همچون آیشا تاکیا، واتسال شتس، اجی دیوگن، فریده جلال، گلشن گروور، راجپال یاداو، شاکتی کاپور، ماکش تیواری، آمریش پوری ایفای نقش کرده‌اند.